# Heidenschanze bei Sievern
Koordinaten: 53° 39′ 19,2″ N, 8° 37′ 28,6″ O
Die Heidenschanze bei Sievern ist eine große Ringwallanlage im Landkreis Cuxhaven, die etwa um 50 v. Chr. entstand und bis ins späte 1. Jahrhundert n. Chr. genutzt wurde (die jüngsten Teile des Walls stammen aus dem Jahr 79 n. Chr.). Vermutlich diente sie als Markt und Umschlagsplatz. Sie bestand aus zwei konzentrischen Ringwällen und besaß im Endstadium zwei Kammertore, welche so lagen, dass man um den gesamten inneren Ring gehen musste, wenn man ins Zentrum gelangen wollte.

## Lage
Die Heidenschanze liegt auf einem Sandrücken, der im Westen, Südwesten und Südosten durch Aueniederungen und Moore begrenzt ist. Errichtet wurde sie am Schnittpunkt zweier wichtiger Verkehrspunkte: einer alten Handelsstraße, die damals von großer Bedeutung war, und der Sieverner Aue, die damals noch schiffbar war, weil sie durch den Gezeitenwechsel der Nordsee beeinflusst wurde und ein breiteres Bett besaß. In der Nähe der Heidenschanze liegt die Megalithanlage Bülzenbett.

## Benennung

Heidenstatt in der Karte von 1832

Heidenschanze in der Preußischen Landesaufnahme von 1893

Der heutige Name Heidenschanze beruht auf einem Irrtum eines Primeurleutnants Dittlinger, dem 1886 aufgrund einer Anregung Rudolf Virchows die Kartierung der drei Burganlagen nördlich von Sievern im Maßstab 1:5000 befohlen worden war. Er nannte die Wallburg östlich der Pipinsburg Heidenschanze, während sie bis dahin Heidenstatt genannt worden war. Als Heidenstadt bezeichnete er nunmehr die nördlich davon liegende Wallburg. Da seine Verwechslung Eingang in die Preußische Landesaufnahme von 1893 mit der ersten topographischen Karte im Maßstab 1:25000 fand, heißt heute die südliche Wallburg Heidenschanze und die nördliche Heidenstadt.
Nach einer Neuinterpretation der Koordinaten im Weltatlas des Claudius Ptolemäus (um 150 n. Chr.) wird die Heidenschanze bei Sievern mit der dort aufgeführten Siedlung Fabiranum identifiziert (die aber von anderen Autoren u. a.in Wremen lokalisiert wurde).

## Aufbau
Die Heidenschanze hatte durch den inneren Wall im Kern eine Größe von zwei Hektar. Der äußere Wall sicherte eine 10 Hektar große Fläche. Damit gehört die Heidenschanze zu den bedeutendsten Befestigungsanlagen der römischen Kaiserzeit in Nordwestdeutschland, deren Wälle noch heute größtenteils im Gelände erkennbar sind. Anfangs bestand der äußere Ring nur aus einer Zaunkonstruktion mit einem vorgelagerten Graben, was auch an einigen Stellen so blieb. In einem zweiten Bauabschnitt wurde der Zaun entfernt, ein Sandwall angehäuft und Palisaden errichtet. Die Palisadenhölzer waren bis zu 30 × 40 cm dick, was bei einer Walllänge von ca. 1,4 km rund 4.200 Bohlen bedeutete. In den moorigen Gebieten der Anlage waren im Wall Kopfsteinpflaster eingebaut, damit der Wall so leicht nicht absinken konnte. An der Vorderseite des Walls befanden sich Bohlen bzw. Baumstubben, damit der Wall nicht in den Graben rutschte. Auch an der Innenseite befanden sich Bohlen, allerdings fast senkrecht und leicht in den Boden versenkt. Zwischen diesen Bohlen und den Palisaden war der Sand festgestampft und man geht davon aus, dass dort ein Wachgang verlief.

## Ausgrabungen
Die erste Grabung an der Heidenschanze wurde 1906 vom Archäologen Carl Schuchhardt durchgeführt und brachte die Überreste des Tores im inneren Ring. Es gibt keine Pläne der Grabung mehr und es ist lediglich bekannt, dass dort ein Kammertor lag.
Umfangreichere Ausgrabungen unternahm 1958 Werner Haarnagel, die er in einem 37-seitigen Bericht festhielt. Zuerst wurde ein 180 m langer Suchgraben angelegt, der zeigte, dass eine Innenbebauung vor allem in Wallnähe existierte. In der Mitte lag eine freie Fläche. Darüber hinaus wurde der Wall an 3 Stellen angeschnitten, um bei den im Außenwall gelegenen Grabungen den Aufbau des Walls zu erkunden und um im Innenwall nach einem zweiten inneren Tor zu suchen, was aber negativ ausfiel. Das Interessanteste an Haarnagels Grabungen war allerdings die Toranlage des äußeren Rings, die nach dem Befund in drei bzw. vier Bauabschnitten errichtet und verbessert wurde.
Das erste Tor besaß Schweiftorwangen und außerdem noch einen Schwellenbalken, den man im Boden als dunkle Verfärbung erkennen konnte. Die Torflügel öffneten wahrscheinlich nach innen und es liegt nahe, dass sich darüber ein Wachgang befand. Das zweite Tor besaß gerade Torwangen und war allem Anschein nach mit einem Strohdach versehen, da man im Boden einige Pfosten fand, die zu weit auseinander waren, als dass sie die Torflügel hätten tragen können, aber Maße von etwa 40 × 30 cm besaßen. Vermutlich war auch bei diesem Tor ein Wachgang. Das dritte Tor war ein Kammertor, das ca. 3 m über die Palisaden hinausragte und etwa eine innere Breite von nur 2,5 m aufwies. Das Teiltor zum Eingang hin war mit einem Anschlag versehen. Wie auch das vorherige Tor hatte es wohl ein Strohdach und besaß einen Wachgang. Etwa 10 m vor dem Tor wurde eine Verfärbung entdeckt, die höchstwahrscheinlich von dem Fundament eines Wachturms stammte, den man dort errichtet hatte.
Die letzte Grabung an der Heidenschanze wurde 1999–2001 durchgeführt und diente dazu, die vorhandenen Daten von 1958 zu ergänzen und gegebenenfalls zu korrigieren. Die Ausgrabung wurde mit Digitalfotografie und neueren Bestimmungsmethoden dokumentiert sowie ausgewertet. Da die Ausgrabungsstelle an einem Moor lag, haben sich die Palisaden aufgrund ihrer Lagerung im Feuchtbodenmilieu gut erhalten. Als Fälljahr ließ sich dendrochronologisch das Jahr 79 n. Chr. bestimmen.

## Datierung
Während Schuchardt annahm, dass die Heidenschanze eine sächsische Volksburg aus dem Zeitraum zwischen dem 4. und 7. Jahrhundert sei, konnte Haarnagel anhand von Keramikfunden beweisen, dass sie aus dem Zeitraum zwischen 50 v. Chr. und Ende des 1. Jahrhunderts n. Chr. stammte. Dies ließ sich dendrochronologisch und mittels der C-14-Methode bei der Ausgrabung von 1999 nachweisen.
Der Ausbau der Heidenschanze erfolgte vermutlich vor dem Hintergrund der politischen und wirtschaftlichen Unruhen der damaligen Zeit. So griff 12 v. Chr. eine römische Flotte die Friesen an, ca. 5 n. Chr. landete eine weitere am linken Elbufer und 10 Jahre später drang eine dritte zur Wesermündung vor, was den freien Handel beeinträchtigte. Weitere Gründe für die Verstärkung der Heidenschanze waren 17 n. Chr. Auseinandersetzungen der Markomannen und Cherusker und 28 n. Chr. die Erhebung der Sachsen.

## Goldbrakteaten
Etwa 250 Meter südöstlich der Heidenschanze wurden im Jahre 1942 – in 1,35 Meter Tiefe – 11 gehenkelte Goldbrakteaten gefunden. In einer Öse hatten sich Reste eines geflochtenen Lederriemchens erhalten, an dem die Brakteaten als Halsschmuck getragen wurden. Dieser Halsschmuck wurde vermutlich rituell niedergelegt, worauf der Auffindungsort im Moor hindeutet. Ein A-Brakteat stammt vermutlich aus der Zeit zwischen 460 und 490; er zeigt einen nach links gewandten Männerkopf mit aufwändigem Helm; vor dem Gesicht sind zwei Schlangen und ein Wurmwesen abgebildet. Der Brakteat trägt wegen der Abnutzung schwer lesbare Runenaufschrift „Runen ritze ich“. Er ist verwandt mit einem 1907 aufgefundenen Brakteaten von der Wurt Hitsum in der Provinz Friesland, Niederlande.
Zwei vermutlich etwas jüngere C-Brakteaten sind stempelgleich und zeigen einen Menschenkopf über einem stark stilisierten Reiter. Die restlichen acht Brakteaten tragen die Abbildung eines schlangenartigen Tieres mit Raubvogelschnabel. Diese D-Brakteaten haben verschieden breite, verzierte Randzonen, doch wurden fünf mit demselben Bildstempel geprägt. Die Herkunft der bis auf den A-Brakteaten aus dem 6. Jahrhundert stammenden Goldbrakteaten ist Südskandinavien.
Nordöstlich des Grapenberges wurde 1950 ein weiterer gehenkelter Brakteat in einer Sandgrube aufgelesen. Es handelt sich um einen B-Brakteaten, der trotz Beschädigung innerhalb eines breiten Verzierungsrahmens eine Menschengestalt mit zurückgebeugtem Kopf erkennen lässt.